# 라운드 미드나잇 (영화)
라운드 미드나잇(Round Midnight)은 프랑스, 미국에서 제작된 베르트랑 타베르니에 감독의 1986년 영화이다. 덱스터 고든 등이 주연으로 출연하였고 어윈 윙클러 등이 제작에 참여하였다.

## 출연

### 주연
- 덱스터 고든
- 프랑수아 클루제

### 조연
- 가브리엘 하커
- 산드라 리브스-필립스
- 로넷 맥키
- 크리스틴 파스칼
- 허비 행콕

## 제작진
- 조감독: 프레더릭 보부론
- 미술: 알렉상드르 트로너
- 의상: 자클린 모로
- 배역: 아만다 맥키 존슨